# Vingt-troisième district congressionnel de l'État de New York
Le 23e district congressionnel de New York est situé dans le nord de l'État de New York et couvre une partie des Northtowns de Buffalo, la totalité des Southtowns et une grande partie du Southern Tier. Le district comprend deux des onze Finger Lakes : le Lac Keuka et le Lac Seneca.
Le district comprend six comtés entiers : les comtés d'Allegany, Cattaraugus, Chautauqua, Chemung, Schuyler et Steuben, ainsi que des parties du comté d'Érié. Les plus grandes villes du district sont Jamestown et Elmira.
La Démocrate Tracy Mitrano a défié le Représentant sortant Républicain Tom Reed lors des élections du 6 novembre 2018. Reed a été réélu le 6 novembre 2018, conservant son siège pour un quatrième mandat. La marge de victoire de Reed de 8,4 % était la plus faible depuis sa première élection en 2012. Reed et Mitrano se sont également affrontés en 2020, où Reed a de nouveau gagné, cette fois avec une marge de 16,6 %.
Le 21 mars 2021, à la lumière des récentes allégations de harcèlement sexuel, Reed a annoncé qu'il ne se présenterait pas à la réélection en 2022. Il démissionne le 10 mai 2022, laissant le siège vacant. Une élection spéciale a eu lieu le 23 août, remportée par le Républicain Joe Sempolinski. Sempolinski a choisi de ne pas briguer un mandat complet lors des élections régulières de 2022, qui ont été remportées par Nick Langworthy.

## Historique de vote
| Année | Poste     | Résultats                  |
| ----- | --------- | -------------------------- |
| 1992  | Président | Bush 40,0 % – 37,0 %       |
| 1996  | Président | Clinton 46,0 % – 39,0 %    |
| 2000  | Président | G. W. Bush 49,0 % – 47,0 % |
| 2004  | Président | G. W. Bush 51,0 % – 47,0 % |
| 2008  | Président | Obama 50,0 % – 49,0 %      |
| 2012  | Président | Romney 49,0 % – 48,0 %     |
| 2016  | Président | Trump 54,0 % – 39,0 %      |
| 2020  | Président | Trump 54,0 % – 43,0 %      |

## Liste des Représentants du district

### 1823 - 1833: Un siège
| Membre                          | Parti                 | Années                    | Congrès  | Histoire électorale                                           |
| ------------------------------- | --------------------- | ------------------------- | -------- | ------------------------------------------------------------- |
| District établit le 4 mars 1823 |                       |                           |          |                                                               |
| Elisha Litchfield (en)          | Républicain-Démocrate | 4 mars 1823 - 3 mars 1825 | 18e      | Redécoupage depuis le 19e district et réélu en 1822. Retrait. |
| Luther Badger (en)              | Anti-Jacksonien       | 4 mars 1825 - 3 mars 1827 | 19e      | Élu en 1824.                                                  |
| Jonas Earll Jr. (en)            | Jacksonien (en)       | 4 mars 1827 - 3 mars 1831 | 20e, 21e | Élu en 1826. Réélu en 1828.                                   |
| Freeborn G. Jewett (en)         | Jacksonien (en)       | 4 mars 1831 - 3 mars 1833 | 22e      | Élu en 1830. Retrait.                                         |

### 1833 - 1843: Deux sièges
| 4 mars 1833 - 3 mars 1837 | 23e,24e | William K. Fuller (en) | Jacksonien (en) | Élu en 1832. Réélu en 1834.      | William Taylor (en)     | Jacksonien (en) | Élu en 1832. Réélu en 1834. Réélu en 1836. |
| 4 mars 1837 - 3 mars 1839 | 25e     | Bennett Bicknell (en)  | Démocrate       | Élu en 1836.                     | William Taylor (en)     | Démocrate       | Élu en 1832. Réélu en 1834. Réélu en 1836. |
| 4 mars 1839 - 3 mars 1841 | 26e     | Nehemiah H. Earll (en) | Démocrate       | Élu en 1838. Perd sa réélection. | Edward Rogers (en)      | Démocrate       | Élu en 1838.                               |
| 4 mars 1841 - 3 mars 1843 | 27e     | Victory Birdseye (en)  | Whig            | Élu en 1840. Retrait.            | A. Lawrence Foster (en) | Whig            | Élu en 1840.                               |

### Depuis 1843: Un siège
| Membre                      | Parti                 | Années                              | Congrès     | Histoire électorale | Zone géographique |
| --------------------------- | --------------------- | ----------------------------------- | ----------- | --- | ----------------- |
| Orville Robinson (en)       | Démocrate             | 4 mars 1843 - 3 mars 1845           | 28e         | Élu en 1842. |                   |
| William J. Hough (en)       | Démocrate             | 4 mars 1845 - 3 mars 1847           | 29e         | Élu en 1844. |                   |
| William Duer (en)           | Whig                  | 4 mars 1847 - 3 mars 1851           | 30e, 31e    | Élu en 1846. Réélu en 1848. |                   |
| Leander Babcock             | Démocrate             | 4 mars 1851 - 3 mars 1853           | 32e         | Élu en 1850. |                   |
| Caleb Lyon                  | Indépendent           | 4 mars 1853 - 3 mars 1855           | 33e         | Élu en 1852. |                   |
| William A. Gilbert (en)     | Opposition Party (en) | 4 mars 1855 - 27 février 1857       | 34e         | Élu en 1854. Démissionne. |                   |
| Vacant                      | Vacant                | 27 février 1857 - 3 mars 1857       | 34e         | |                   |
| Charles B. Hoard (en)       | Républicain           | 4 mars 1857 - 3 mars 1861           | 35e, 36e    | Élu en 1856. Réélu en 1858. |                   |
| Ambrose W. Clark (en)       | Républicain           | 4 mars 1861 - 3 mars 1863           | 37e         | Élu en 1860. Redécoupage vers le 20e district. |                   |
| Thomas Treadwell Davis (en) | Unioniste             | 4 mars 1863 - 3 mars 1865           | 38e, 39e    | Élu en 1862. Réélu en 1864. |                   |
| Thomas Treadwell Davis (en) | Républicain           | 4 mars 1865 - 3 mars 1867           | 38e, 39e    | Élu en 1862. Réélu en 1864. |                   |
| Dennis McCarthy (en)        | Républicain           | 4 mars 1867 - 3 mars 1871           | 40e, 41e    | Élu en 1866. Réélu en 1868. |                   |
| R. Holland Duell (en)       | Républicain           | 4 mars 1871 - 3 mars 1873           | 42e         | Élu en 1870. Redécoupage vers le 24e district. |                   |
| William E. Lansing (en)     | Républicain           | 4 mars 1873 - 3 mars 1875           | 43e         | Redécoupage depuis le 22e district et réélu en 1872.                                                                                                 |                   |
| Scott Lord (en)             | Démocrate             | 4 mars 1875 - 3 mars 1877           | 44e         | Élu en 1874. |                   |
| William J. Bacon (en)       | Républicain           | 4 mars 1877 - 3 mars 1879           | 45e         | Élu en 1876. |                   |
| Cyrus D. Prescott (en)      | Républicain           | 4 mars 1879 - 3 mars 1883           | 46e, 47e    | Élu en 1878. Réélu en 1880. |                   |
| John T. Briggs (en)         | Démocrate             | 4 mars 1883 - 3 mars 1887           | 48e, 49e    | Élu en 1882. Réélu en 1884. |                   |
| James S. Sherman            | Républicain           | 4 mars 1887 - 3 mars 1891           | 50e, 51e    | Élu en 1886. Réélu en 1888. |                   |
| Henry W. Bentley (en)       | Démocrate             | 4 mars 1891 - 3 mars 1893           | 52e         | Élu en 1890. |                   |
| John M. Wever (en)          | Républicain           | 4 mars 1893 - 3 mars 1895           | 53e         | Redécoupage depuis le 21e district et réélu en 1892.                                                                                                 |                   |
| Wallace T. Foote Jr. (en)   | Républicain           | 4 mars 1895 - 3 mars 1899           | 54e, 55e    | Élu en 1894. Réélu en 1896. |                   |
| Louis W. Emerson (en)       | Républicain           | 4 mars 1899 - 3 mars 1903           | 56e, 57e    | Élu en 1898. Réélu en 1900. |                   |
| George N. Southwick (en)    | Républicain           | 4 mars 1903 - 3 mars 1911           | 58e - 61e   | Redécoupage depuis le 20e district et réélu en 1902. Réélu en 1904. Réélu en 1906. Réélu en 1908.                                                    |                   |
| Henry S. De Forest          | Républicain           | 4 mars 1911 - 3 mars 1913           | 62e         | Élu en 1910. |                   |
| Joseph A. Goulden (en)      | Démocrate             | 4 mars 1913 - 3 mai 1915            | 63e, 64e    | Élu en 1912. Réélu en 1914. Décès. |                   |
| Vacant                      | Vacant                | 3 mai 1915 - 2 novembre 1915        | 64e         | |                   |
| William Bennet (en)         | Républicain           | 2 novembre 1915 - 3 mars 1917       | 64e         | Élu pour terminer le mandat de Goulden. |                   |
| Daniel C. Oliver (en)       | Démocrate             | 4 mars 1917 - 3 mars 1919           | 65e         | Élu en 1916. |                   |
| Richard F. McKiniry (en)    | Démocrate             | 4 mars 1919 - 3 mars 1921           | 66e         | Élu en 1918. |                   |
| Albert B. Rossdale (en)     | Républicain           | 4 mars 1921 - 3 mars 1923           | 67e         | Élu en 1920. |                   |
| Frank A. Oliver (en)        | Démocrate             | 4 mars 1923 - 18 juin 1934          | 68e - 73e   | Élu en 1922. Réélu en 1924. Réélu en 1926. Réélu en 1928. Réélu en 1930. Réélu en 1932. Démissionne lorsque nommé à la Cour des sessions spéciales.  |                   |
| Vacant                      | Vacant                | 18 juin 1934 - 3 janvier 1935       | 73e         | |                   |
| Charles A. Buckley (en)     | Démocrate             | 3 janvier 1935 - 3 janvier 1945     | 74e - 78e   | Élu en 1934. Réélu en 1936. Réélu en 1938. Réélu en 1940. Réélu en 1942. Redécoupage vers le 25e district.                                           |                   |
| Walter A. Lynch (en)        | Démocrate             | 3 janvier 1945 - 3 janvier 1951     | 79e - 81e   | Redécoupage depuis le 22e district et réélu en 1944. Réélu en 1946. Réélu en 1948.                                                                   |                   |
| Sidney A. Fine (en)         | Démocrate             | 3 janvier 1951 - 3 janvier 1953     | 82e         | Élu en 1950. Redécoupage vers le 22e district. |                   |
| Isidore Dollinger (en)      | Démocrate             | 3 janvier 1953 - 31 décembre 1959   | 83e - 86e   | Redécoupage depuis le 24e district et réélu en 1952. Réélu en 1954. Réélu en 1956. Réélu en 1958. Démissionne.                                       |                   |
| Vacant                      | Vacant                | 1er janvier 1960 - 7 mars 1960      | 86e         | |                   |
| Jacob H. Gilbert (en)       | Démocrate             | 8 mars 1960 - 3 janvier 1963        | 86e, 87e    | Élu en 1960. Redécoupage vers le 22e district. |                   |
| Charles A. Buckley (en)     | Démocrate             | 3 janvier 1963 - 3 janvier 1965     | 88e         | Redécoupage depuis le 24e district et réélu en 1962.                                                                                                 |                   |
| Jonathan Bingham (en)       | Démocrate             | 3 janvier 1965 - 3 janvier 1973     | 89e - 92e   | Élu en 1964. Réélu en 1966. Réélu en 1968. Réélu en 1970. Redécoupage vers le 22e district.                                                          |                   |
| Peter A. Peyser (en)        | Républicain           | 3 janvier 1973 - 3 janvier 1977     | 93e, 94e    | Redécoupage depuis le 25e district et réélu en 1972. Réélu en 1974.                                                                                  |                   |
| Bruce Caputo (en)           | Républicain           | 3 janvier 1977 - 3 janvier 1979     | 95e         | Élu en 1976. |                   |
| Peter A. Peyser (en)        | Démocrate             | 3 janvier 1979 - 3 janvier 1983     | 96e, 97e    | Élu en 1978. Réélu en 1980. |                   |
| Samuel S. Stratton (en)     | Démocrate             | 3 janvier 1983 - 3 janvier 1989     | 98e - 100e  | Redécoupage depuis le 28e district et réélu en 1982. Réélu en 1984. Réélu en 1986.                                                                   |                   |
| Michael McNulty (en)        | Démocrate             | 3 janvier 1989 - 3 janvier 1993     | 101e, 102e  | Élu en 1988. Réélu en 1990. Redécoupage vers le 21e district.                                                                                        |                   |
| Sherwood Boehlert           | Républicain           | 3 janvier 1993 - 3 janvier 2003     | 103e - 107e | Redécoupage depuis le 25e district et réélu en 1992. Réélu en 1994. Réélu en 1996. Réélu en 1998. Réélu en 2000. Redécoupage vers le 24e district.   |                   |
| John M. McHugh (en)         | Républicain           | 3 janvier 2003 - 21 septembre 2009  | 108e - 111e | Redécoupage depuis le 24e district et réélu en 2002. Réélu en 2004. Réélu en 2006. Réélu en 2008. Démissionne pour devenir Secrétaire à la Navy.     | 2003–2013         |
| Vacant                      | Vacant                | 21 septembre 2009 - 3 novembre 2009 | 111e        | | 2003–2013         |
| Bill Owens (en)             | Démocrate             | 3 novembre 2009 - 3 janvier 2013    | 111e, 112e  | Élu pour terminer le mandat de McHugh. Réélu en 2010. Redécoupage vers le 21e district.                                                              | 2003–2013         |
| Tom Reed                    | Républicain           | 3 janvier 2013 - 10 mai 2022        | 113e - 117e | Redécoupage depuis le 29e district et réélu en 2012. Réélu en 2014. Réélu en 2016. Réélu en 2018. Réélu en 2020. Annonce son retrait et démissionne. | 2013–2023         |
| Vacant                      | Vacant                | 10 mai 2022 - 13 septembre 2022     | 117e        | | 2013–2023         |
| Joe Sempolinski             | Républicain           | 13 septembre 2022 - 3 janvier 2023  | 117e        | Élu pour terminer le mandat de Reed. Retrait. | 2013–2023         |
| Nick Langworthy             | Républicain           | depuis le 3 janvier 2023            | 118e        | Élu en 2022. | 2023–2025         |

## Résultats des récentes élections
Voici les résultats des dix précédents cycles électoraux dans le district.

### 2002
| Élection de 2002 du 23e district congressionnel de New York | Élection de 2002 du 23e district congressionnel de New York | Élection de 2002 du 23e district congressionnel de New York | Élection de 2002 du 23e district congressionnel de New York | Élection de 2002 du 23e district congressionnel de New York |
| ----------------------------------------------------------- | ----------------------------------------------------------- | ----------------------------------------------------------- | ----------------------------------------------------------- | ----------------------------------------------------------- |
| Parti                                                       | Parti                                                       | Candidat                                                    | Votes                                                       | %                                                           |
|                                                             | Républicain                                                 | John M. McHugh (en)                                         | 124 682                                                     | 100%                                                        |
|                                                             | Les Républicains conservent                                 |                                                             |                                                             |                                                             |

### 2004
| Élection de 2004 du 23e district congressionnel de New York | Élection de 2004 du 23e district congressionnel de New York | Élection de 2004 du 23e district congressionnel de New York | Élection de 2004 du 23e district congressionnel de New York | Élection de 2004 du 23e district congressionnel de New York |
| ----------------------------------------------------------- | ----------------------------------------------------------- | ----------------------------------------------------------- | ----------------------------------------------------------- | ----------------------------------------------------------- |
| Parti                                                       | Parti                                                       | Candidat                                                    | Votes                                                       | %                                                           |
|                                                             | Républicain                                                 | John M. McHugh (en) (sortant)                               | 160 079                                                     | 70,7                                                        |
|                                                             | Démocrate                                                   | Robert J. Johnson                                           | 66 448                                                      | 29,3                                                        |
| Total des votes                                             | Total des votes                                             | Total des votes                                             | 226 527                                                     | 100 %                                                       |
|                                                             | Les Républicains conservent                                 |                                                             |                                                             |                                                             |

### 2006
| Élection de 2006 du 23e district congressionnel de New York | Élection de 2006 du 23e district congressionnel de New York | Élection de 2006 du 23e district congressionnel de New York | Élection de 2006 du 23e district congressionnel de New York | Élection de 2006 du 23e district congressionnel de New York |
| ----------------------------------------------------------- | ----------------------------------------------------------- | ----------------------------------------------------------- | ----------------------------------------------------------- | ----------------------------------------------------------- |
| Parti                                                       | Parti                                                       | Candidat                                                    | Votes                                                       | %                                                           |
|                                                             | Républicain                                                 | John M. McHugh (en) (sortant)                               | 106 781                                                     | 63,1                                                        |
|                                                             | Démocrate                                                   | Robert J. Johnson                                           | 62 318                                                      | 36,9                                                        |
| Total des votes                                             | Total des votes                                             | Total des votes                                             | 169 099                                                     | 100 %                                                       |
|                                                             | Les Républicains conservent                                 |                                                             |                                                             |                                                             |

### 2008
| Élection de 2008 du 23e district congressionnel de New York | Élection de 2008 du 23e district congressionnel de New York | Élection de 2008 du 23e district congressionnel de New York | Élection de 2008 du 23e district congressionnel de New York | Élection de 2008 du 23e district congressionnel de New York |
| ----------------------------------------------------------- | ----------------------------------------------------------- | ----------------------------------------------------------- | ----------------------------------------------------------- | ----------------------------------------------------------- |
| Parti                                                       | Parti                                                       | Candidat                                                    | Votes                                                       | %                                                           |
|                                                             | Républicain                                                 | John M. McHugh (en) (sortant)                               | 129 991                                                     | 65,3                                                        |
|                                                             | Démocrate                                                   | Michael P. Oot                                              | 69 112                                                      | 34,7                                                        |
| Total des votes                                             | Total des votes                                             | Total des votes                                             | 199 103                                                     | 100 %                                                       |
|                                                             | Les Républicains conservent                                 |                                                             |                                                             |                                                             |

### 2009 (Spéciale)
| Élection Spéciale de 2009 du 23e district congressionnel de New York | Élection Spéciale de 2009 du 23e district congressionnel de New York | Élection Spéciale de 2009 du 23e district congressionnel de New York | Élection Spéciale de 2009 du 23e district congressionnel de New York | Élection Spéciale de 2009 du 23e district congressionnel de New York |
| -------------------------------------------------------------------- | -------------------------------------------------------------------- | -------------------------------------------------------------------- | -------------------------------------------------------------------- | -------------------------------------------------------------------- |
| Parti                                                                | Parti                                                                | Candidat                                                             | Votes                                                                | %                                                                    |
|                                                                      | Démocrate                                                            | Bill Owens (en)                                                      | 73 137                                                               | 48,3                                                                 |
|                                                                      | Conservateur (en)                                                    | Doug Hoffman                                                         | 69 553                                                               | 46,0                                                                 |
|                                                                      | Républicain                                                          | Dede Scozzafava (retrait mais reste sur le bulletin)                 | 89 729                                                               | 43,22                                                                |
| Total des votes                                                      | Total des votes                                                      | Total des votes                                                      | 151 272                                                              | 100 %                                                                |
|                                                                      | Les Démocrates prennent aux Républicains                             |                                                                      |                                                                      |                                                                      |

### 2010
| Élection de 2010 du 23e district congressionnel de New York | Élection de 2010 du 23e district congressionnel de New York | Élection de 2010 du 23e district congressionnel de New York | Élection de 2010 du 23e district congressionnel de New York | Élection de 2010 du 23e district congressionnel de New York |
| ----------------------------------------------------------- | ----------------------------------------------------------- | ----------------------------------------------------------- | ----------------------------------------------------------- | ----------------------------------------------------------- |
| Parti                                                       | Parti                                                       | Candidat                                                    | Votes                                                       | %                                                           |
|                                                             | Démocrate                                                   | Bill Owens (en) (sortant)                                   | 82 232                                                      | 47,5                                                        |
|                                                             | Républicain                                                 | Matt Doheny                                                 | 80 237                                                      | 46,4                                                        |
|                                                             | Conservateur (en)                                           | Doug Hoffman                                                | 10 507                                                      | 6,1                                                         |
| Total des votes                                             | Total des votes                                             | Total des votes                                             | 172 976                                                     | 100 %                                                       |
|                                                             | Les Démocrates conservent                                   |                                                             |                                                             |                                                             |

### 2012
| Élection de 2012 du 23e district congressionnel de New York | Élection de 2012 du 23e district congressionnel de New York | Élection de 2012 du 23e district congressionnel de New York | Élection de 2012 du 23e district congressionnel de New York | Élection de 2012 du 23e district congressionnel de New York |
| ----------------------------------------------------------- | ----------------------------------------------------------- | ----------------------------------------------------------- | ----------------------------------------------------------- | ----------------------------------------------------------- |
| Parti                                                       | Parti                                                       | Candidat                                                    | Votes                                                       | %                                                           |
|                                                             | Républicain                                                 | Tom Reed (sortant)                                          | 126 519                                                     | 51,9                                                        |
|                                                             | Démocrate                                                   | Nate Shinagawa                                              | 117 055                                                     | 48,1                                                        |
| Total des votes                                             | Total des votes                                             | Total des votes                                             | 243 571                                                     | 100 %                                                       |
|                                                             | Les Républicains prennent aux Démocrates                    |                                                             |                                                             |                                                             |

### 2014
| Élection de 2014 du 23e district congressionnel de New York | Élection de 2014 du 23e district congressionnel de New York | Élection de 2014 du 23e district congressionnel de New York | Élection de 2014 du 23e district congressionnel de New York | Élection de 2014 du 23e district congressionnel de New York |
| ----------------------------------------------------------- | ----------------------------------------------------------- | ----------------------------------------------------------- | ----------------------------------------------------------- | ----------------------------------------------------------- |
| Parti                                                       | Parti                                                       | Candidat                                                    | Votes                                                       | %                                                           |
|                                                             | Républicain                                                 | Tom Reed (sortant)                                          | 113 130                                                     | 59,4                                                        |
|                                                             | Démocrate                                                   | Martha Robertson                                            | 70 242                                                      | 36,9                                                        |
| Total des votes                                             | Total des votes                                             | Total des votes                                             | 190 554                                                     | 100 %                                                       |
|                                                             | Les Républicains conservent                                 |                                                             |                                                             |                                                             |

### 2016
| Élection de 2016 du 23e district congressionnel de New York | Élection de 2016 du 23e district congressionnel de New York | Élection de 2016 du 23e district congressionnel de New York | Élection de 2016 du 23e district congressionnel de New York | Élection de 2016 du 23e district congressionnel de New York |
| ----------------------------------------------------------- | ----------------------------------------------------------- | ----------------------------------------------------------- | ----------------------------------------------------------- | ----------------------------------------------------------- |
| Parti                                                       | Parti                                                       | Candidat                                                    | Votes                                                       | %                                                           |
|                                                             | Républicain                                                 | Tom Reed (sortant)                                          | 161 050                                                     | 57,6                                                        |
|                                                             | Démocrate                                                   | John Plumb                                                  | 118 584                                                     | 42,4                                                        |
| Total des votes                                             | Total des votes                                             | Total des votes                                             | 279 634                                                     | 100 %                                                       |
|                                                             | Les Républicains conservent                                 |                                                             |                                                             |                                                             |

### 2018
| Élection de 2018 du 23e district congressionnel de New York | Élection de 2018 du 23e district congressionnel de New York | Élection de 2018 du 23e district congressionnel de New York | Élection de 2018 du 23e district congressionnel de New York | Élection de 2018 du 23e district congressionnel de New York |
| ----------------------------------------------------------- | ----------------------------------------------------------- | ----------------------------------------------------------- | ----------------------------------------------------------- | ----------------------------------------------------------- |
| Parti                                                       | Parti                                                       | Candidat                                                    | Votes                                                       | %                                                           |
|                                                             | Républicain                                                 | Tom Reed (sortant)                                          | 130 323                                                     | 54,2                                                        |
|                                                             | Démocrate                                                   | Tracy Mitrano                                               | 109 932                                                     | 45,8                                                        |
| Total des votes                                             | Total des votes                                             | Total des votes                                             | 240 255                                                     | 100 %                                                       |
|                                                             | Les Républicains conservent                                 |                                                             |                                                             |                                                             |

### 2020
| Élection de 2020 du 23e district congressionnel de New York | Élection de 2020 du 23e district congressionnel de New York | Élection de 2020 du 23e district congressionnel de New York | Élection de 2020 du 23e district congressionnel de New York | Élection de 2020 du 23e district congressionnel de New York |
| ----------------------------------------------------------- | ----------------------------------------------------------- | ----------------------------------------------------------- | ----------------------------------------------------------- | ----------------------------------------------------------- |
| Parti                                                       | Parti                                                       | Candidat                                                    | Votes                                                       | %                                                           |
|                                                             | Républicain                                                 | Tom Reed (sortant)                                          | 181 060                                                     | 57,7                                                        |
|                                                             | Démocrate                                                   | Tracy Mitrano                                               | 129 014                                                     | 41,1                                                        |
|                                                             | Libertarien                                                 | Andrew Kolstee                                              | 3650                                                        | 1,2                                                         |
| Total des votes                                             | Total des votes                                             | Total des votes                                             | 313 724                                                     | 100 %                                                       |
|                                                             | Les Républicains conservent                                 |                                                             |                                                             |                                                             |

### 2022
La Primaire Démocrate a été annulée. Max Della Pia avance vers l'Élection Générale.
| Primaire Républicaine de 2022 du 23e district congressionnel de New York | Primaire Républicaine de 2022 du 23e district congressionnel de New York | Primaire Républicaine de 2022 du 23e district congressionnel de New York | Primaire Républicaine de 2022 du 23e district congressionnel de New York | Primaire Républicaine de 2022 du 23e district congressionnel de New York |
| ------------------------------------------------------------------------ | ------------------------------------------------------------------------ | ------------------------------------------------------------------------ | ------------------------------------------------------------------------ | ------------------------------------------------------------------------ |
| Parti                                                                    | Parti                                                                    | Candidat                                                                 | Votes                                                                    | %                                                                        |
|                                                                          | Républicain                                                              | Nick Langworthy                                                          | 24 450                                                                   | 51,3                                                                     |
|                                                                          | Républicain                                                              | Carl Paladino                                                            | 22 603                                                                   | 47,5                                                                     |

| Élection de 2022 du 23e district congressionnel de New York | Élection de 2022 du 23e district congressionnel de New York | Élection de 2022 du 23e district congressionnel de New York | Élection de 2022 du 23e district congressionnel de New York | Élection de 2022 du 23e district congressionnel de New York |
| ----------------------------------------------------------- | ----------------------------------------------------------- | ----------------------------------------------------------- | ----------------------------------------------------------- | ----------------------------------------------------------- |
| Parti                                                       | Parti                                                       | Candidat                                                    | Votes                                                       | %                                                           |
|                                                             | Républicain                                                 | Nick Langworthy                                             | 192 694                                                     | 64,9                                                        |
|                                                             | Démocrate                                                   | Max Della Pia                                               | 104 114                                                     | 35,1                                                        |
|                                                             | Write-In                                                    | Write-In                                                    | 233                                                         | 0,1                                                         |
| Total des votes                                             | Total des votes                                             | Total des votes                                             | 297 041                                                     | 100 %                                                       |
|                                                             | Les Républicains conservent                                 |                                                             |                                                             |                                                             |

### 2024
Les Primaires Républicaines et Démocrates ont été annulées. Nick Langworthy (R-Sortant) et Thomas Carle avancent vers l'Élection Générale.
| Élection de 2024 du 23e district congressionnel de New York | Élection de 2024 du 23e district congressionnel de New York | Élection de 2024 du 23e district congressionnel de New York | Élection de 2024 du 23e district congressionnel de New York | Élection de 2024 du 23e district congressionnel de New York |
| ----------------------------------------------------------- | ----------------------------------------------------------- | ----------------------------------------------------------- | ----------------------------------------------------------- | ----------------------------------------------------------- |
| Parti                                                       | Parti                                                       | Candidat                                                    | Votes                                                       | %                                                           |
|                                                             | Républicain                                                 | Nick Langworthy (sortant)                                   | TBD                                                         | TBD                                                         |
|                                                             | Démocrate                                                   | Thomas Carle                                                | TBD                                                         | TBD                                                         |
| Total des votes                                             | Total des votes                                             | Total des votes                                             | TBD                                                         | 100 %                                                       |
|                                                             |                                                             |                                                             |                                                             |                                                             |

## Frontières historiques du district
En raison des redécoupages, divers districts géographiques de New York ont été numérotés « 23 » au fil des ans, y compris des zones de la ville de New York et diverses parties du nord de l'État de New York.
1913 - 1919 : Parties de Manhattan
1919 - 1969 : Parties du Bronx
1969 - 1971 : Parties du Bronx, Manhattan
1971 - 1973 : Parties du Bronx
1973 - 1983 : Parties du Bronx, Westchester
1983 - 1993 : La totalité d'Alabany, Schnectady ; Parties de Montgomery, Rensselaer
1993 - 2003 : La totalité de Chenango, Madison, Oneida, Otsego ; Parties de Broome, Delaware, Herkimer, Montgomery, Schoharie
2003 - 2013 : La totalité de Clinton, Franklin, Hamilton, Jefferson, Lewis, Madison, Oswego, St. Lawrence
2013 - 2023 : La totalité d'Allegany, Cattaraugus, Chautauqua, Chemung, Schuyler, Seneca, Steuben, Tompkins, Yates ; Parties d'Ontario, Tioga

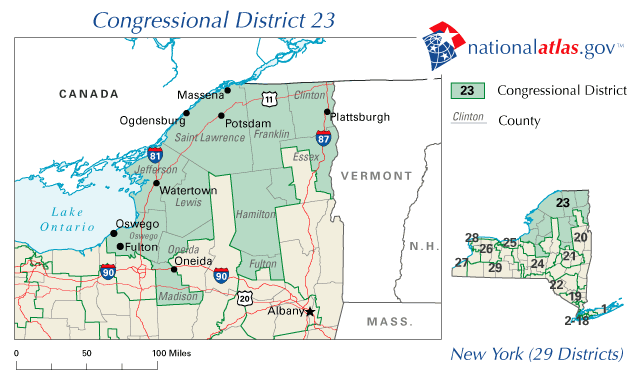
2003 - 2013

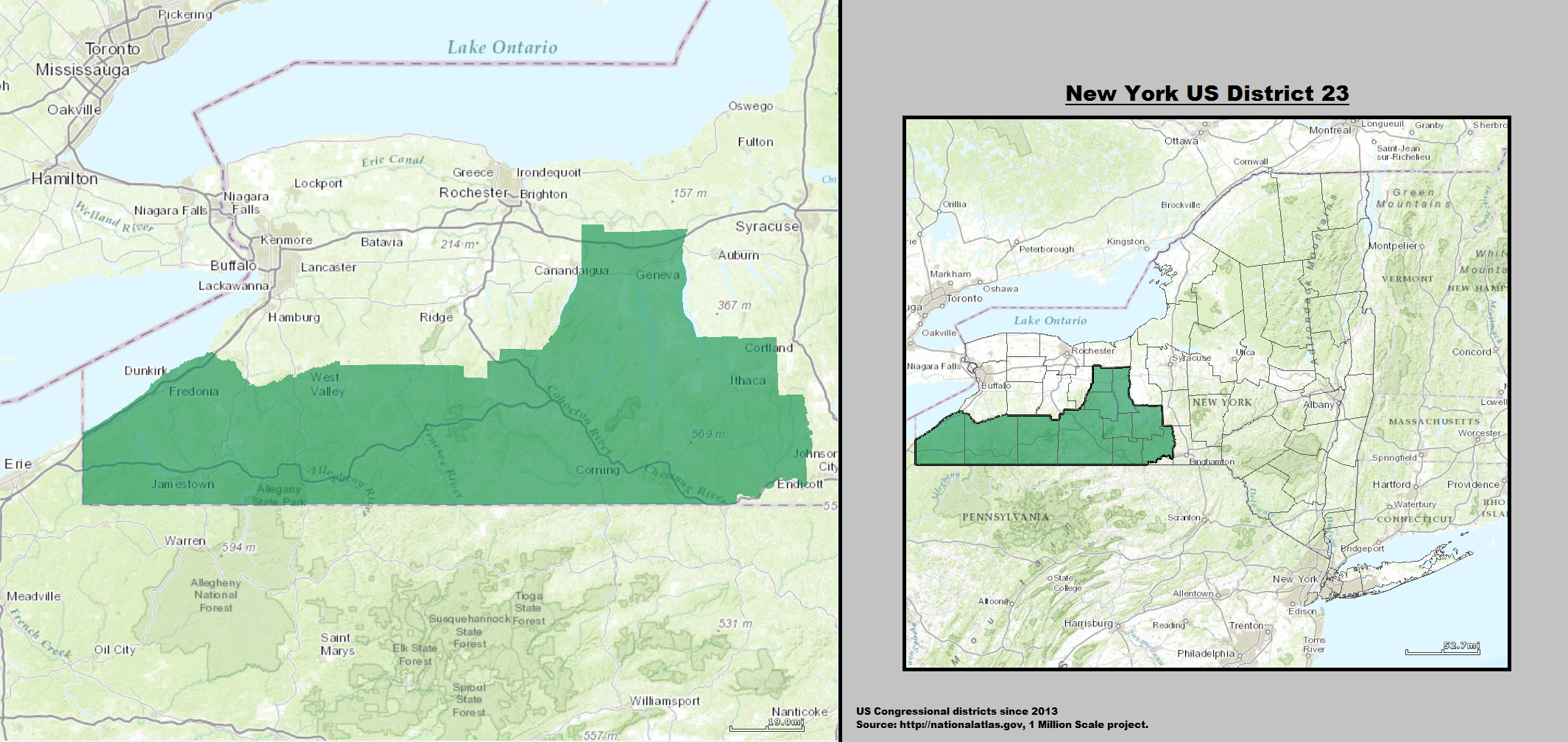
2013 - 2023